# Pseudomancopsetta andriashevi
Pseudomancopsetta andriashevi is een straalvinnige vissensoort uit de familie van zuidelijke botten (Achiropsettidae). De wetenschappelijke naam van de soort is voor het eerst geldig gepubliceerd in 1984 door Evseenko.